# Eric Kabongo

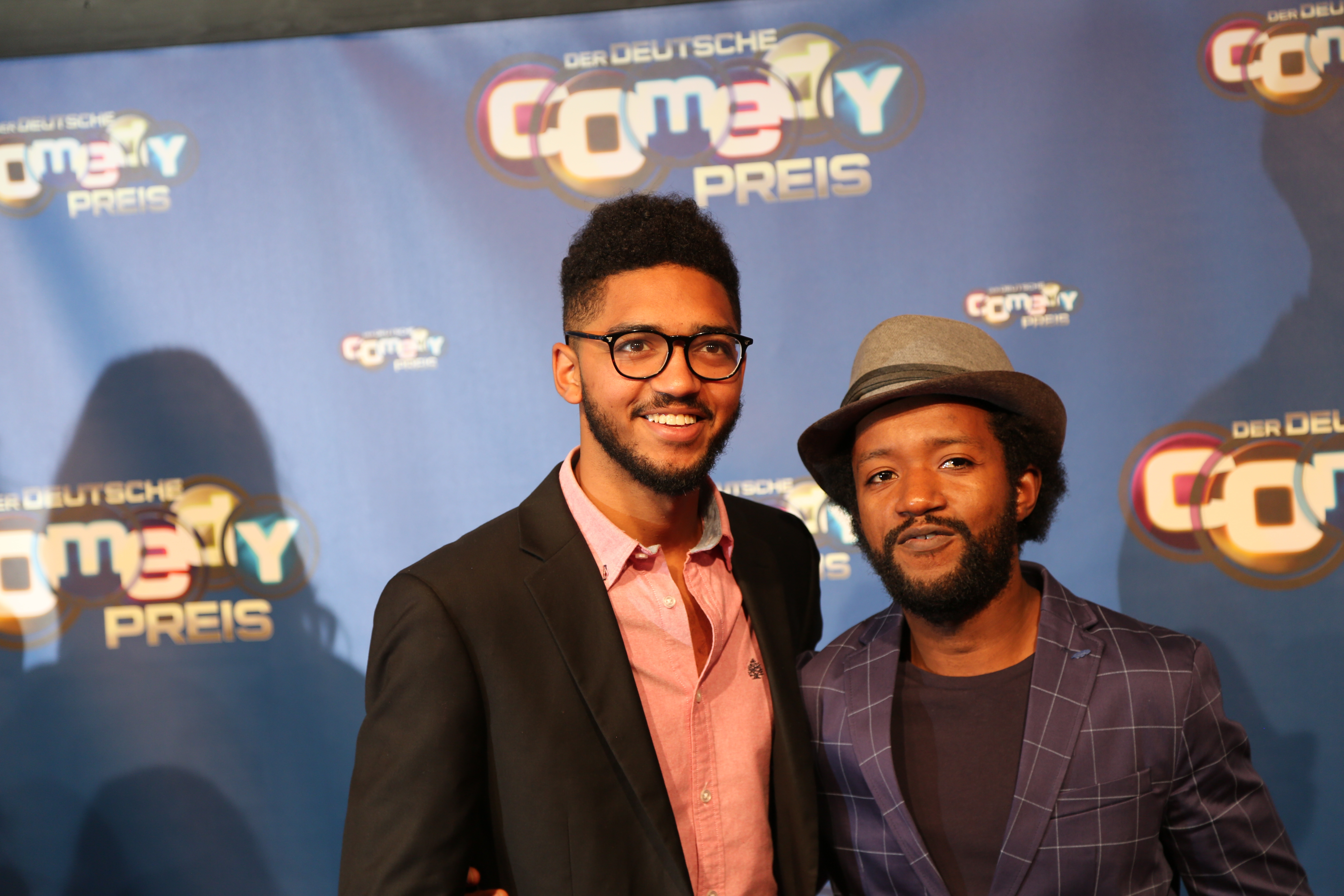
Eric Kabongo (rechts)

Eric Kabongo (* 21. Mai 1984 in Kinshasa, Zaire) ist ein belgischer Filmschauspieler.
Eric Kabongo wurde im Kongo geboren und kam im Alter von 13 Jahren nach Belgien, da seine Mutter einen Belgier geheiratet hat. Er wurde als Rapper Krazy-E sowie um 2013 als Schauspieler aktiv. In Deutschland wurde er mit der Komödie Willkommen bei den Hartmanns in seiner Rolle als Flüchtling Diallo bekannt.

## Filmografie (Auswahl)
- 2014: What about Eric? (Dokumentarfilm)
- 2015: Black
- 2016: Willkommen bei den Hartmanns
- 2018: Troisièmes noces
- 2019: Sawah
- 2019: Yummy
- 2022: 4 Tage bis zur Ewigkeit